# صد سال به این سال‌ها (فیلم)
صد سال به این سال‌ها فیلمی به کارگردانی و نویسندگی سامان مقدم و تهیه‌کنندگی مرتضی شایسته محصول سال ۱۳۸۶ است.

## خلاصه فیلم
فیلم روایتگر زندگی زنی است که در طول سی سال اتفاقات مختلفی برای او رخ می‌دهد.

## جشنواره‌ها
فیلم صد سال به این سال‌ها در بیست و ششمین دوره جشنواره فیلم فجر (۱۳۸۶) حضور داشته‌است.
همچنین این فیلم در دوازدهمین دوره جشن خانه سینما (۱۳۸۷) در بهترین چهره‌پردازی (مهین نویدی) برنده تندیس زرین مسابقات شده‌است. همچنین در پنج بخش بهترین نقش اول زن (فاطمه معتمدآریا)، بهترین فیلمبرداری (محمود کلاری)، بهترین صداگذاری و میکس (علیرضا علویان)، بهترین تدوین (محمدرضا مویینی) و بهترین موسیقی متن (کارن همایون‌فر) کاندیدای مسابقات بوده‌اند.

## حاشیه
این فیلم با وجود داشتن مجوز اکران ، همچنان در محاق توقیف به سر می برد. صدسال به این سالها فقط یکبار و در بازه زمانی جشنواره فیلم فجر سال ۱۳۸۶ اکران شد .